# Pământ nou (Star Trek: Generația următoare)
„Pământ nou” (titlu original: „New Ground”) este al 10-lea episod din al cincilea sezon al serialului TV american științifico-fantastic Star Trek: Generația următoare și al 110-lea episod în total. A avut premiera la 6 ianuarie 1992.
Episodul a fost regizat de Robert Scheerer după un scenariu de Grant Rosenberg bazat pe o poveste de Sara Charno și Stuart Charno.

## Prezentare
Worf încearcă să fie un tată pentru fiul lui, Alexander, în timp ce Enterprise ajută la testarea unei noi tehnologii de propulsie.

## Actori ocazionali
- Brian Bonsall - Alexander Rozhenko
- Georgia Brown - Helena Rozhenko
- Richard McGonagle - Ja'Dar
- Jennifer Edwards - Kyle
- Sheila Franklin - Felton